# 6918 Manaslu
6918 Manaslu (1993 FV3) là một tiểu hành tinh vành đai chính được phát hiện ngày 20 tháng 3 năm 1993 bởi M. Hirasawa và S. Suzuki ở Nyukasa.